# Jányok
Jányok (szlovákul Janíky) község Szlovákiában, a Nagyszombati kerületben, a Dunaszerdahelyi járásban. Alsójányok, Felsőjányok és Bústelek egyesítésével jött létre.

## Fekvése
Somorjától 16 km-re északkeletre fekszik.

## Története
A község területén egykor a hallstatti kultúra települése állt. A felsőjányoki temető sarkánál emelt várdomb a szakemberek szerint egykor a kultúra településhez tartozó sírhalom volt.
Jányok települést 1287-ben Jobagio castri de Janok alakban említik először, 1310-ben földesura Jányoki jakab volt. Felsőjányok külön 1311-ben Ianyk Superiori néven szerepel oklevélben. Ettől kezdve a település két részből, Alsó- és Felsőjányokból állt. 1346-ban Alsójányok Streiz Marchard pozsonyi polgár birtoka lett. 1346-ban hatalmaskodási ügyben vizsgálatot tartottak.
1553-ban az óbudai apácák birtoka 13 portával. Később az Eszterházy és a Zichy családé. Felsőjányokon 1553-ban 6 adózó portát számláltak. A felsőjányoki részen egykor egy motte típusú vár állt, melynek keletkezése vitatott. Történészek a 13-14. századra teszik építését és nemesi alapításúnak tartják. Mivel középkori forrásokban nem szerepel, mások 17. századinak tartják, melyet a török elleni védelem céljára építettek.
Vályi András szerint "Alsó, és Felső Jányok. Két elegyes magyar faluk Posony Várm. földes Ura a’ Religyiói Kintstár, az elött a’ Sz. Klára Szerzetén lévő Apatzáknak birtokok vala, lakosaik katolikusok, fekszenek a’ Csalóközben, Csákánnyal határosok, Nagy Magyarnak filiája, Csákonhoz, Madarászhoz is közel; szűk határjokat két időre szántyák, ’s kevés a’ réttyek."
Fényes Elek szerint "Jányok (Alsó és Felső), két egymáshoz közel fekvő magyar falu, Pozsony vmegyében, N. Magyarhoz 1/2 órányira; az első 184 kath., 11 zsidó; a második 189 kath., 6 zsidó lak. F. u. gr. Eszterházy Vinczéné. Ut. p. Pozsony."
A trianoni békeszerződésig mindkét falu Pozsony vármegye Somorjai járásához tartozott. Alsójányokot, Felsőjányokot és Bústeleket 1940-ben egyesítették.

## Népessége
| Év:            | 1994. | 2004.   | 2014.    | 2024.   |
| -------------- | ----- | ------- | -------- | ------- |
| Emberek száma: | 805   | 775     | 892      | 957     |
| Eltérés:       |       | -3,72 % | +15,09 % | +7,28 % |

| Év:            | 2023. | 2024.   |
| -------------- | ----- | ------- |
| Emberek száma: | 946   | 957     |
| Eltérés:       |       | +1,16 % |

1880-ban Bústeleken 36 magyar anyanyelvű, Alsójányokon 230 magyar és 4 szlovák anyanyelvű, Felsőjányokon 171 magyar és 9 szlovák anyanyelvű élt.
1890-ben Bústeleken 44 magyar anyanyelvű, Alsójányokon 199 magyar és 4 szlovák anyanyelvű, Felsőjányokon 204 magyar és 1 szlovák anyanyelvű élt.
1900-ban Bústeleken 62 magyar anyanyelvű, Alsójányokon 241 magyar és 5 szlovák anyanyelvű, Felsőjányokon 234 magyar anyanyelvű élt.
1910-ben Bústeleken 52 magyar anyanyelvű élt. Alsójányok 259 lakosából 256 magyar és 2 szlovák anyanyelvű volt. Felsőjányok 244 lakosából 223 magyar és 1 szlovák anyanyelvű volt.
1921-ben Bústeleken 52 magyar, Alsójányokon 234 magyar, Felsőjányokon 233 magyar és 3 csehszlovák élt.
1930-ban Bústeleken 61 magyar, Alsójányokon 230 magyar és 4 csehszlovák, Felsőjányokon 245 magyar és 10 csehszlovák élt.
1941-ben 618 lakosából 616 magyar volt.
1991-ben 814 lakosából 756 magyar és 54 szlovák volt.
2001-ben 782 lakosából 706 magyar és 71 szlovák volt.
2011-ben 855 lakosából 650 magyar és 175 szlovák volt.
2021-ben 915 lakosából 628 (+22) magyar, 263 (+17) szlovák, (+1) cigány, 6 (+5) egyéb és 18 ismeretlen nemzetiségű volt.

## Neves személyek
- Felsőjányokon született 1768-ban Farkas Károly katolikus pap.

## Nevezetességei
- A jányoki egykori palánkvár maradványai Alsójányoktól 2 km-re északkeletre, a Csillagvár mezőn fekszenek, egy 127,3 m magas dombon, a Kis-Duna jobb partján. A vár valószínűleg a 17. században épült a török elleni végvárrendszer egyik tagjaként. A várat az 1990-es években tárták fel.[forrás?]